# Гильденлёв, Даниэль
Даниэль Гильденлёв (швед. Daniel Gildenlöw; род. 5 июня 1973 года, Эскильстуна, Швеция) — шведский музыкант, автор песен и музыкальный продюсер, известен в первую очередь участием в основанной им рок-группе Pain of Salvation. В ней он выступает в качестве основного вокалиста, гитариста и автора текстов песен. Кроме Pain of Salvation, с 2002 по 2004 годы Гильденлёв был певцом и гитаристом в популярном прогрессив-рок-коллективе The Flower Kings.
В возрасте 11 лет Гильденлёв основал свою первую группу, которую назвал Reality. В 1991 году, 7 лет спустя, коллектив переименован в Pain of Salvation.

## Личная жизнь
Даниэль Гильденлёв женат на Йоханне Гильденлёв (урождённая Игстен), от брака с которой у него трое детей: Сандриан, Ним и Моррис.
Даниэль — старший брат басиста Кристоффера Гильденлёва, который с 1994 по 2006 год играл на бас-гитаре в Pain of Salvation.

### Проблемы со здоровьем
В начале 2014 года Даниэль Гильденлёв был госпитализирован со стрептококовой инфекцией, вызвавшей некротический фасциит на спине. В первые 24 часа с появления симтомов, инфекция проникла в спинной мозг музыканта, что могло привести к смерти. Антибиотики не могли справиться с бактериями, поэтому Гильденлёву была проведена экстренная операция по удалению большого участка поражённой плоти. Следующие шесть месяцев музыкант провёл в больнице, под постоянным наблюдением врачей, вплоть до полного выздоровления. Теме пережитого Гильденлёвом опыта был посвящён альбом In The Passing Light Of Day, вышедший в 2017 году

## Дискография

### Pain of Salvation
- Hereafter (1996) (demo)
- Entropia (1997)
- One Hour by the Concrete Lake (1998)
- The Perfect Element, part I (2000)
- Remedy Lane (2002)
- 12:5 (2004)
- BE (2004)
- BE (Original Stage Production) (2005)
- Scarsick (2007)
- Ending Themes: On the Two Deaths of Pain of Salvation (2009) (Live)
- Linoleum EP (2009)
- Road Salt One (2010)
- Road Salt Two (2011)
- Falling Home (2014)
- In The Passing Light Of Day (2017)
- PANTHER (2020)

### Совместно с другими коллективами
Soviac
- GMC Out in the Fields (2002) (гитара в песне Don Chinos)

The Flower Kings
- Unfold the Future (2002) (вокал)
- Meet the Flower Kings (2003) (live) (гитара, вокал)
- Adam & Eve (2004) (гитара, вокал)
- The Road Back Home (2007) (вокал)

Crypt of Kerberos
- The Macrodex of War (2005)

Daniele Liverani
- Genius : A Rock Opera-Episode 1-A Human into A Dream World (вокал)
- Genius : A Rock Opera-Episode 2-In Search of the Little Prince (2004) (вокал)
- Genius : A Rock Opera-Episode 3-The final surprise (2007) (вокал)

Axamenta
- Ever-Arch-I-Tech-Ture (2006) (вокал)

Spastic Ink
- Ink Compatible Song Entitled «Melissa’s Friend»(2004) (вокал)

Transatlantic
- Live in Europe (Transatlantic album)|Live in Europe (2003)
- Whirld Tour 2010: Live in London (2010)
- Kaleidoscope (2014)

Dream Theater
- Systematic Chaos (2007) (вокал в песне Repentance)

Various artists
- ProgAID — All around the World (2005) (вокал)

Hammer of the Gods
- Two Nights in North America (2006) (вокал)

Ayreon
- 01011001 (2008) (вокал)

Ephrat
- «No Ones Words» (2008) (вокал в песне The Sum of Damage Done)

For All We Know
- For All We Know (2011) (вокал)

Tristema
- Dove Tutto È Possibile (2012) (вокал)